# 巴特克罗青根
巴特克罗青根（德語：Bad Krozingen，發音：[baːt ˈkʁɔtsɪŋən] ⓘ）是德国巴登-符腾堡州弗赖堡行政区布赖斯高-上黑林山县的城市，面积35.69平方千米，2023年12月31日人口为21,971人。